# 원효로 (경주시)
원효로(元曉路, Wonhyo-ro)는 경상북도 경주시 노서동에서 시작하여, 구황동을 거쳐 연결하는 도로이다.

## 노선 경로
| 이름             | 접속 노선 | 비고                               |
| ---------------- | --------- | ---------------------------------- |
| 삼거리 명칭 미상 | 강변로    | 포항 방향 경주 나들목 방향         |
| 네거리 명칭 미상 | 금성로    |                                    |
| 네거리 명칭 미상 | 봉황로    |                                    |
| 네거리 명칭 미상 | 중앙로    |                                    |
| 네거리 명칭 미상 | 계림로    |                                    |
| 네거리 명칭 미상 | 북정로    |                                    |
| 네거리 명칭 미상 | 원화로    | 포항 방향 울산 방향                |
| 황오지하도       |           | 동해선                             |
| 네거리 명칭 미상 | 양정로    |                                    |
| 네거리 명칭 미상 | 임해로    |                                    |
| 삼거리 명칭 미상 | 분황로    | 경주 방향 보문관광단지 · 감포 방향 |

## 주요 건물 및 시설
| 표기 | 건물명                   | 도로명주소                            |
| ---- | ------------------------ | ------------------------------------- |
| 홀수 | 황실예식장별관           | 경상북도 경주시 원효로 9 (성건동)     |
| 홀수 | 한라파크맨션             | 경상북도 경주시 원효로 15 (성건동)    |
| 홀수 | 경우빌라                 | 경상북도 경주시 원효로 18-14 (노서동) |
| 짝수 | 중부동주민센터           | 경상북도 경주시 원효로 50 (노서동)    |
| 홀수 | 월성초등학교             | 경상북도 경주시 원효로 67 (노서동)    |
| 홀수 | 그랜드파크아파트         | 경상북도 경주시 원효로 79 (노서동)    |
| 홀수 | 천도교경주교구           | 경상북도 경주시 원효로 119-1 (황오동) |
| 홀수 | 경주중앙교회             | 경상북도 경주시 원효로 121-2 (황오동) |
| 홀수 | 한국농어촌공사 경주지사  | 경상북도 경주시 원효로 181 (황오동)   |
| 짝수 | 서라벌아파트             | 경상북도 경주시 원효로 190 (황오동)   |
| 홀수 | 황오동자율방범대         | 경상북도 경주시 원효로 195 (황오동)   |
| 홀수 | 경주중학교, 경주고등학교 | 경상북도 경주시 원효로 231 (황오동)   |
| 짝수 | 경주시농업기술센터       | 경상북도 경주시 원효로 280 (구황동)   |